# Miconia cercophora
Miconia cercophora är en tvåhjärtbladig växtart som beskrevs av John Julius Wurdack. Miconia cercophora ingår i släktet Miconia och familjen Melastomataceae. IUCN kategoriserar arten globalt som nära hotad.
Artens utbredningsområde är Ecuador.

## Underarter
Arten delas in i följande underarter:
- M. c. canelosana
- M. c. esetulosa